# Mi núi Bà
Mi núi Bà hay mi Langbiang (danh pháp hai phần: Laniellus langbianis) là một loài chim trước đây xếp trong họ Họa mi (Timaliidae), hiện nay xếp trong họ Kim oanh (Leiothrichidae). Mi núi Bà là một loài động vật đặc hữu của Việt Nam.

## Mô tả
Mi Núi bà trưởng thành có hình dạng và kích thước giống với loài mi đầu đen gặp ở núi Bà, nhưng có màu lông khác và đuôi không bằng mà hơi nhọn. Phần dưới cơ thể phớt trắng có các vạch đen kéo dài dọc hai bên ngực và mỏ, tai và trước trán tạo thành dải mào đen rất rõ. Đỉnh đầu và gáy xám, có xen kẽ các vạch trắng nhạt. Lưng trên và dưới đuôi nâu hung đỏ với vạch màu đen. Cánh màu xám lẫn đen và trắng. Đuôi xám với mút đuôi trắng.

## Sinh thái
Môi trường sống tự nhiên của mi núi Bà là ở khu vực núi đá vôi ẩm nhiệt đới và cận nhiệt đới. Loài này có nơi cư trú mới mở rộng xuống vùng phân bố thêm khoảng 250 km về phía Bắc của Tây Nguyên. Hiện nay mi núi Bà đang bị đe dọa mất môi trường sống.

## Phân bố
Mi núi bà phân bố tại các tỉnh miền Trung của Việt Nam.